# Флаохад
Флаоха́д (лат. Flaochadus; умер в 642, Дижон) — майордом Бургундии в 642 году.

## Биография
Основным историческим источником о жизни Флаохада является «Хроника» Фредегара.
По свидетельству Фредегара, Флаоход был родом из франкской семьи. Его франкское происхождение подтверждается и данными ономастики. Написанное при Каролингах «Житие святого Сиграма» называло Флаохада уроженцем Берри, хотя, вероятнее всего, он был выходцем из нейстрийских земель.
В 641 году скончался майордом Нейстрии и Бургундии Эга, исполнявший обязанности регента при несовершеннолетнем короле Хлодвиге II, и верховная власть в обеих королевствах перешла к матери монарха Нантильде. С её согласия преемником Эги был назначен Эрхиноальд. Однако в 642 году по повелению Нантильды должности майордомов двух королевств были снова разделены: в Нейстрии им остался Эрхиноальд, а в Бургундии этого поста был удостоен Флаохад, который, как предполагается, мог состоять с королевой в любовной связи. Этим назначением после долгого перерыва была восстановлена отдельная должность майордома для Бургундии. Церемония возведения нового майордома в должность состоялась весной 642 года в Орлеане. На ней присутствовало множество бургундских магнатов и церковных лиц. В благодарность за поддержку своего избрания новый майордом разослал по всему королевству послания, в которых клятвенно обещал прелатам и знати сохранять в неприкосновенности их имущество и привилегии и управлять всем с их помощью. Вероятно, этот шаг Флаохада может свидетельствовать о том, что в это время он не имел достаточной поддержки среди бургундских магнатов и ему приходилось добиваться её подарками. Предполагается, что большую роль в неприятии Флаохада бургундской знатью сыграло его не местное происхождение. Вслед за этим Флаохад и Эрхиноальд обменялись взаимными уверениями в признании полномочий друг друга и договорились во всём действовать сообща. Одновременно с вступлением в должность Флаохад получил в жёны Рагноберту, племянницу Нантильды. Это ещё больше укрепило его связи с королевской семьёй.
Вероятно, в Бургундии Флаохаду так и не удалось добиться значительной поддержи среди знатных людей королевства. Более того, получение им должности майордома поссорило его с другом, богатым и влиятельным бургундским патрицием Виллебадом, управлявшим землями вокруг Лиона, Вьена и Валанса. Ранее же, по свидетельству Фредегара, они «не один раз клялись друг другу в дружбе в святых местах». Что послужило причиной вражды, личные претензии или политические мотивы — точно неизвестно. Когда по призыву майордома в мае 642 года епископы и герцоги королевства съехались в Шалон-сюр-Соне для обсуждения общих дел, сюда же явился и Виллебад. К этому времени ненависть между бывшими друзьями была столь велика, что майордом попытался убить патриция прямо на собрании. Только благодаря усилиям Амальберта, брата Флаохада, в этот раз кровопролития удалось избежать.
После смерти королевы Нантильды Флаохад столкнулся с ещё большим недовольством бургундской знати. Желая заручиться поддержкой Эрхиноальда, в сентябре 642 года Флаохад организовал поездку короля Хлодвига II из нейстрийского Парижа в бургундский Отён. В пути их сопровождали майордом Нейстрии и другие представители знати этого королевства. В то время, когда король находился в Отёне, Виллебаду от его имени Флаохадом был отправлен приказ явиться для объяснений. Зная о грозившей ему опасности, патриций приехал к Отёну с большим числом бургундских епископов и магнатов и вместе с ними расположился в лагере вне стен города. Взбешённый непокорностью Виллебада, Флаохад вместе со своими друзьями, пфальцграфом трансюранских земель Бертаром и герцогами Амальгаром Дижонским, Вандальбертом Шамблийским и Храмнеленом Безансонским, на следующий же день напал на стоянку патриция. По свидетельству жития святого Элигия, во время этой схватки, больше похожей на сражение, Виллебад был убит Флаохадом. В это время нейстрийцы во главе с Эрхиноальдом и многие бургундцы безучастно наблюдали за сражавшимися, а когда бой закончился, разграбили лагерь сторонников Виллебада.
Сразу же после этого убийства Флаохад уехал в Шалон, однако здесь он внезапно заболел лихорадкой. Майордом попросил герцога Амальгара отвести его в одну из обителей вблизи Дижона, но умер, так и не достигнув цели своей поездки. Это произошло спустя одиннадцать дней после гибели Виллибада. Тело Флаохада было похоронено в находившейся в предместьях Дижона церкви Святого Бинигна.
Современные событиям источники по-разному оценивают личность Флаохада. «Житие святого Сиграма» описывает майордома как очень влиятельного при королевском дворе человека и сообщает о его дружбе с этим святым. По свидетельству этого источника, Флаохад передал Сиграму свои поместья вблизи Буржа, где этот святой основал два монастыря. В то же время «Житие святого Элигия» называет майордома тираном. Фредегар, закончивший свою хронику сообщением о смерти Флаохада, так же писал, что как и Виллебад майордом притеснял и грабил народ, и что смерть их обоих была Божьим судом, который «избавил землю от их высокомерной тирании и воздал им за их коварство и ложь».
Из-за отсутствия достаточного количества источников об истории Бургундии второй половины VII века, точно неизвестно, к кому после смерти Флаохада перешла должность майордома. Предполагается, что или преемником Флаохада мог быть Радоберт, упоминавшийся как майордом в 653 или 654 году, или Флаохад был последним самостоятельным майордомом Бургундии и после него эта должность в королевстве была окончательно упразднена.